# Felix W. Zimmermann
Felix Wilhelm Zimmermann (* 1980 in Frankfurt am Main) ist ein deutscher Journalist und Rechtsanwalt. Er ist seit 2022 Chefredakteur von Legal Tribune Online. Zuvor war er Rechtsexperte des ZDF. 

## Leben
Felix Wilhelm Zimmermann wurde 1980 in Frankfurt am Main geboren. Nach Abitur und Zivildienst studierte er Rechtswissenschaft an der Bucerius Law School in Hamburg und der Université Laval in Québec (Kanada). 2007 absolvierte Zimmermann die Erste juristische Staatsprüfung in Hamburg. Nach Referendariat am Hanseatischen Oberlandesgericht legte er 2011 die Zweite juristische Staatsprüfung ab. Parallel zu Studium und Referendariat arbeitete er zwischen 2006 und 2012 als freier Mitarbeiter am Hans-Bredow-Institut für Medienforschung an der Universität Hamburg. Zimmermann wurde 2014 an der juristischen Fakultät in Hamburg mit der Schrift „Der Schutz des publizistischen Systems vor Werbeplatzierungen“ zum Dr. iur. promoviert.
Zimmermann begann 2012 als Rechtsanwalt im Medienrecht für die Medienrechtskanzlei Schertz Bergmann in Berlin zu arbeiten, die hauptsächlich Betroffene gegen Medien vertritt. 2015 kam der Wechsel zum Journalismus: Zimmermann absolvierte ein Volontariat beim ZDF bis 2016, wurde danach Redakteur bei Frontal21 in Berlin und ab 2019 in der ZDF-Redaktion Recht & Justiz. Als ZDF-Rechtsexperte trat Zimmermann in Nachrichtensendungen des ZDF mit rechtlichen Einschätzungen und als Gerichtsreporter auf. Als ZDF-Redakteur für Terrorismusfragen berichtete er unter anderem über den Anschlag in Halle (Saale) 2019. und über den Anschlag in Hanau 2020
Im Dezember 2021 wechselte Zimmermann als Chefredakteur zur Legal Tribune Online.
Zimmermann unterrichtet Presserecht an der Henri-Nannen-Schule und ist Mitautor des Buches Presserecht für Journalisten.
In einem zusammen mit Stefan Niggemeier und Christoph Kucklick im Medienkritik-Magazin Übermedien veröffentlichten Artikel forderte Zimmermann eine sorgfältigere Berichterstattung über das Treffen von Rechtsextremisten in Potsdam 2023 und kritisierte die Recherche von Correctiv unter anderem dafür, dass sie "interpretiert, statt zu dokumentieren". Laut Übermedien-Autor Andrej Reisin hält sich die Kritik an Detailfragen auf und verliert so den Blick auf das große Ganze, womit sie aktuelle Forschung zu Rechtsextremismus ignoriert.

## Fernsehdokumentationen
- 2018: Teurer Wohnen – Die Not der Mieter (ZDF) (Mitautor)[10]
- 2016: Die Abgaslüge – Wie Autoindustrie und Politik uns krank machen (ZDF) (Mitautor)[11]

## Veröffentlichungen
- Presserecht für Journalisten – Freiheit und Grenzen der Recherche und Berichterstattung in Presse, Rundfunk und Online-Medien (Mitautor), Beck im dtv, 2. Aufl., 2021, ISBN 978-3-406-72531-9.[7]
- Der Schutz des publizistischen Systems vor Werbeplatzierungen, Dissertation, Nomos, 1. Auflage 2016, ISBN 978-3-8329-3038-7.[2]